# صموئيل جونسون بف
صموئيل جونسون بف (بالإنجليزية: Samuel Johnson Pugh)‏ هو محامي وقاضي وسياسي أمريكي، ولد في 28 يناير 1850 في مقاطعة غرينوب في الولايات المتحدة، وتوفي في 17 أبريل 1922 في فانكيبورغ في الولايات المتحدة. حزبياً، نشط في الحزب الجمهوري. وقد انتخب عضو مجلس النواب الأمريكي.